# دسكرة الملك
دسكرة الملك أو دستجرد الملكية هي مدينة مندثرة، أُعلنَ عن تحديد موقعها يوم 3 حزيران سنة 2022، عند تل بنت الأمير وتل سبع قناطر في قضاء المقدادية في محافظة ديالى، وذكرَ علي عبيد شلغم، مديرُ عام دائرة التحريات والتنقيبات أن تحديد الموقع كان باعتماد الباحثين على التمازج بين المصادر التاريخية، التي أشارت إلى المدينة الملكية والأدلة المادية المتمثلة بأطلالها اليوم بموقعين آثاريين، هما (تل بنت الأمير وتل سبع قناطر) في قضاء المقدادية، مستخدمين التقنيات الحديثة فاستطاع الفريق المسحي التعرف على ملامح المدينة وقصرها وسورها الخارجي، وما أُضيف لها عند الفتح الإسلامي خارج السور كالمسجد الجامع والسوق.

## في التاريخ
ذكر حاكم الشمري في جريدة الزمان عن مدينة دستجرد «كانت المدينة العاصمة الساسانية الملكية الثانية، وموضع القيادة والإقامة لعشرين عاماً للملك كسرى، ومنطلق الجيوش، غزاها هرقل عام 624م ونهب كنوزها واحرق قصرها، لتقف عاجزة أمام الجيوش الإسلامية بعدها بثلاثة عشر عاماً، ليفتحها المسلمون ويطلقوا عليها اسم (دسكرة الملك) أو مدينة (الدسكرة)». قال ياقوت الحموي «والدسكرة أيضا: قرية في طريق خراسان قريبة من شهرابان، وهي دسكرة الملك، كان هرمز بن سابور بن أردشير ابن بابك يكثر المقام بها فسميت بذلك، ينسب إليها الحافظ النشتبري ثم الدسكري...وينسب إليها أبو العباس أحمد بن بكرون بن عبد الله العطار الدسكري»، وقال محمود شكري الآلوسي في كتابه (أخبار بغداد وما جاورها من البلاد) «والدسكرة قرية مقابل جُبّل، ولا أثر لجميع هذه القرى- نعم، قرب شهرابان اليوم خرِبة يُسمّونها الزندان»، قال عماد عبد السلام رؤوف عن الزندان «تسمية محلية حديثة لأطلال بلدة من العصر الساساني، عرفها الأهلون أيضاً باسم زندان كسرى وتقع قرب بلدة شهربان (المقدادية) الحالية، وذهب بعض الرحّالين إلى أنها تمثل خرائب مدينة دستجرد الملكية، التي أنشأها كسرة أبرويز وأقام فيها سنوات عديدة، مؤثراً إياها على طيسفون عاصمة إمراطوريته، وأنها تتألف من مجموعة من الأسوار ذات الدعامات والأبراج، بُنيت بالآجر.».